# Jacopo di Michele
Jacopo di Michele detto il Gera (fl. XIV secolo) è stato un pittore italiano operante a Pisa nella seconda metà del XIV secolo.

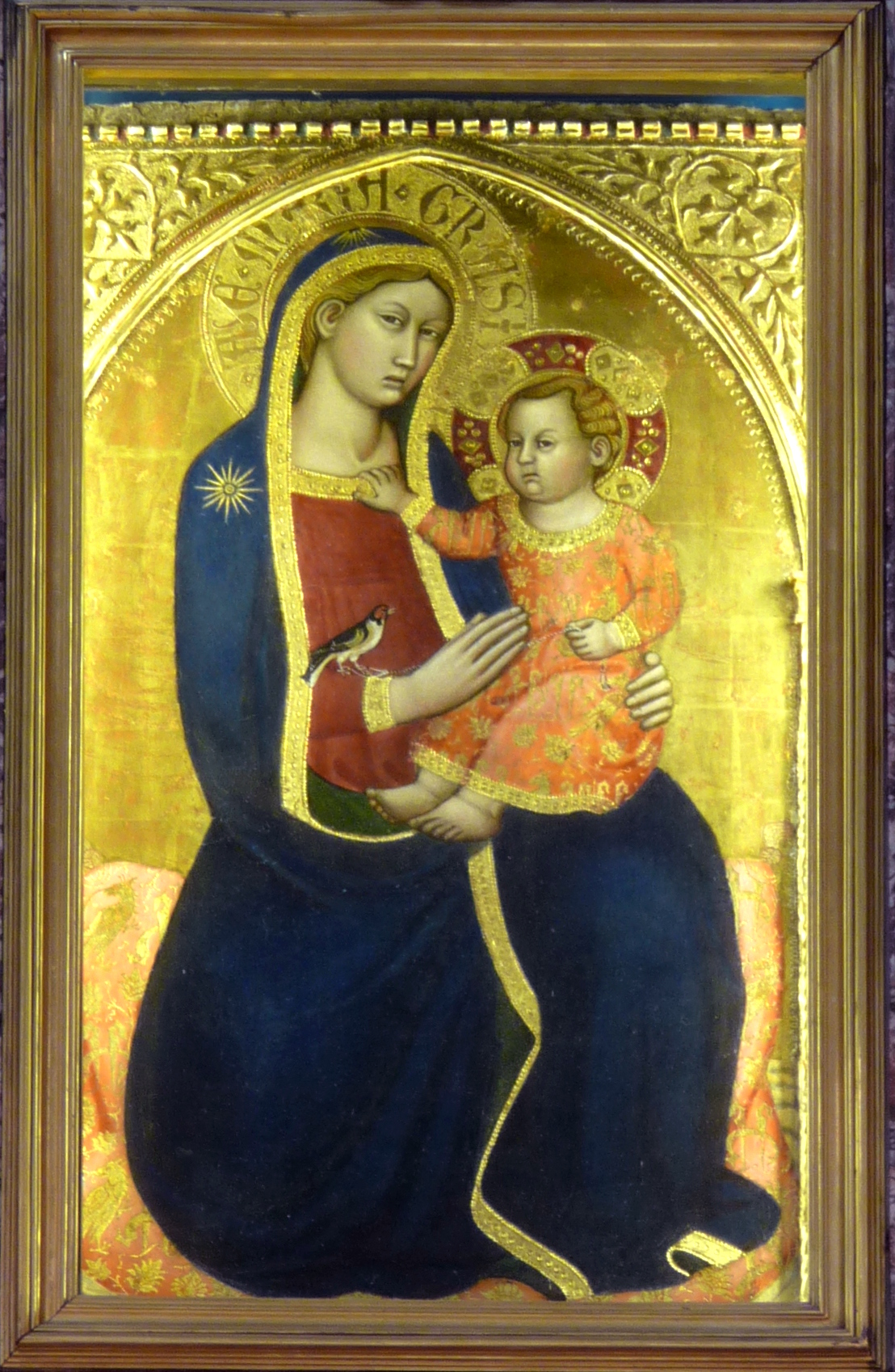
Madonna di Montenero

Non si conosce la data di nascita di questo pittore, attestato a Pisa dal 1361 al 1395 con residenza nella "cappella" (parrocchia) di S. Nicola (Fanucci Lovitch). Nel 1368 doveva già essere affermato, essendo tra i periti chiamati a valutare i lavori (perduti) di Francesco di Neri da Volterra nella chiesa di S. Pietro in Vinculis di Pisa, odierna S. Pierino (Virgili, 1970).

## Biografia
Fu discepolo di Francesco di Neri da Volterra e uno degli esponenti più tardi dello stile senese d'influenza martiniana e lippesca, in versione però più gentile e diretta.

## Opere
Tra le sue opere ricordiamo due Madonne con santi, oggi conservate al Museo nazionale di San Matteo di Pisa, e parti di un polittico per la chiesa dell'Annunciata a Palermo, datato 1387.
- XIV secolo, Vergine e Santi, trittico, opera custodita nel Museo diocesano di Palermo.
- 1387, Sant'Anna e Vergine con Bambino raffigurati tra San Giovanni Evangelista e San Giacomo Apostolo,[1] trittico autografo con iscrizione "Jacopo Migele detto Gerardo da Pisa me pinse", pannelli d'opera custoditi nel Museo diocesano di Palermo.

Una delle sue opere più famose è la Madonna col Bambino del santuario di Montenero presso Livorno, nota come patrona della Toscana.